# Universidad (San Juan)
Universidad es uno de los 18  barrios de San Juan, Puerto Rico. Originalmente pertenecía al municipio de Río Piedras cuando Río Piedras fue anexionado a San Juan en 1951, Universidad se convirtió en uno de sus barrios.
Universidad se destaca por ser la sede del campus principal de la Universidad de Puerto Rico, de la cual toma su nombre.

## Geografía
Universidad se encuentra ubicado en las coordenadas 18°24′27″N 66°2′47″O / 18.40750, -66.04639. Según la Oficina del Censo de los Estados Unidos, Universidad tiene una superficie total de 1.62 km², de la cual 1.62 km² corresponden a tierra firme.

## Demografía
Según el censo de 2010, había 2.515 personas residiendo en Universidad. La densidad de población era de 1.553,68 hab./km². De los 2.515 habitantes, Universidad estaba compuesto por el 67.4% blancos, el 18.37% eran afroamericanos, el 0.12% eran amerindios, el 1.03% eran asiáticos, el 0.04% eran isleños del Pacífico, el 8.35% eran de otras razas y el 4.69% pertenecían a dos o más razas. Del total de la población el 97.1% eran hispanos o latinos de cualquier raza.

## Subbarrios
Universidad se divide en cuatro subbarrios; Amparo, Auxilio Mutuo, Institución y Valencia

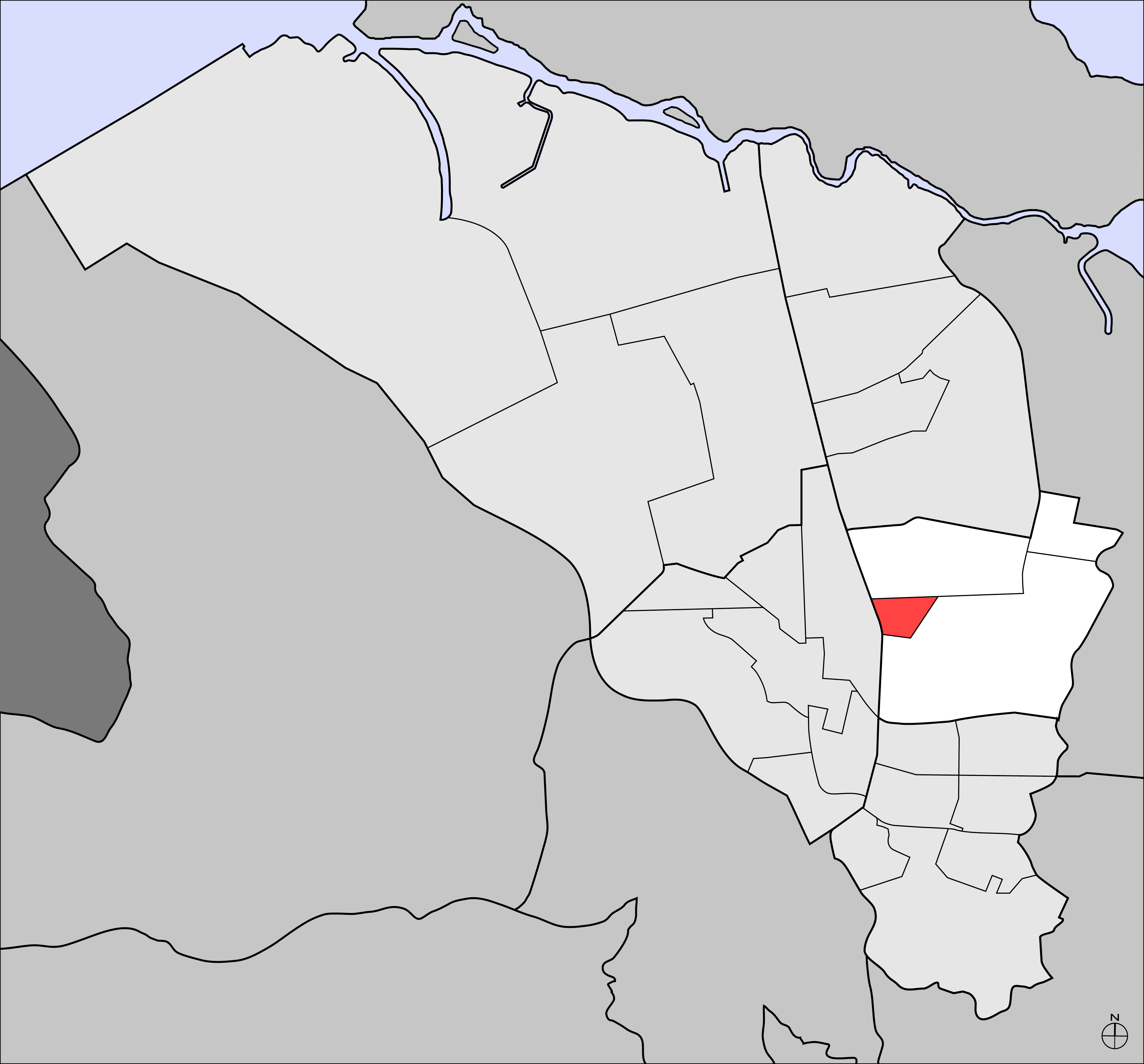
Amparo
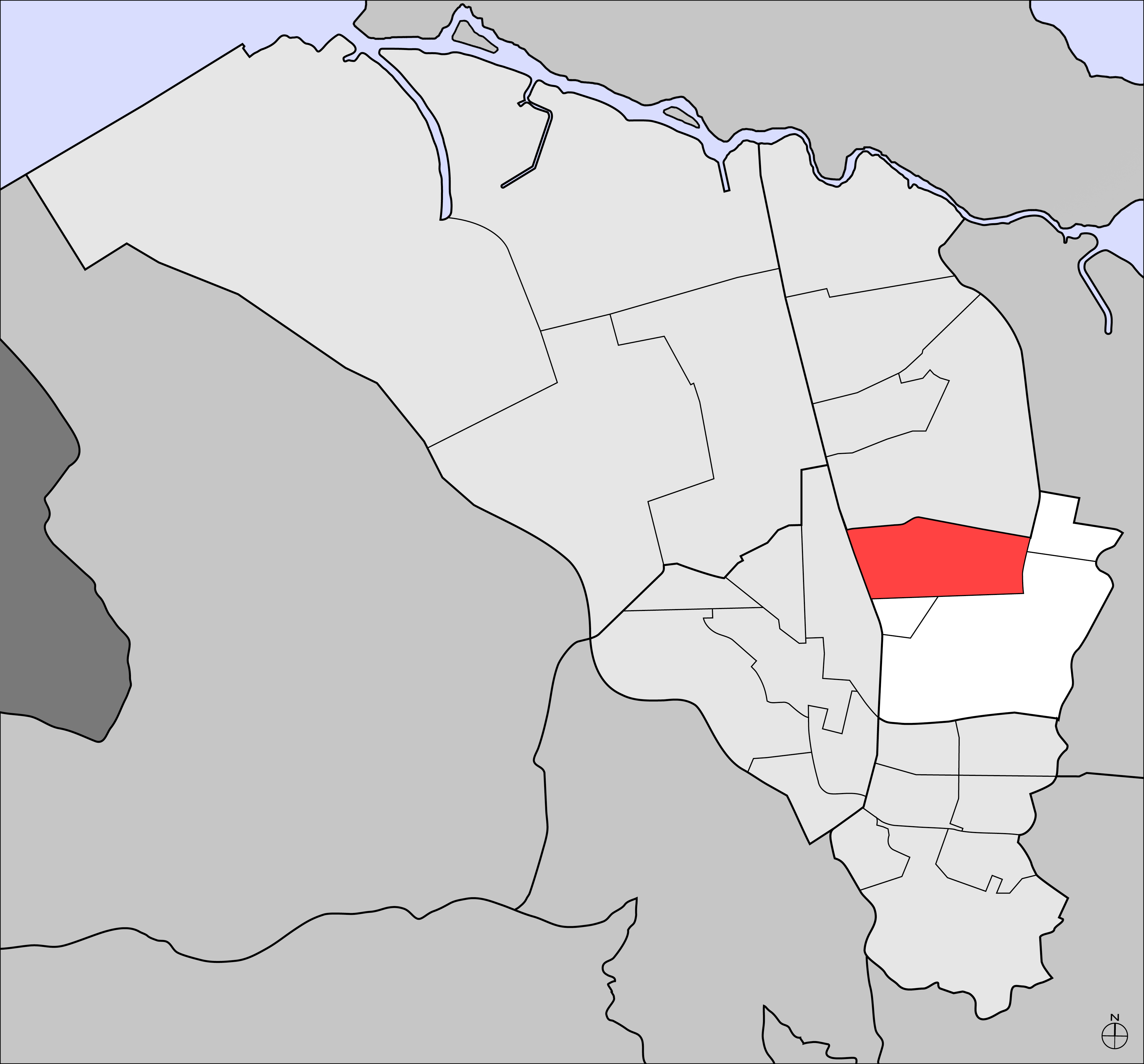
Auxilio Mutuo
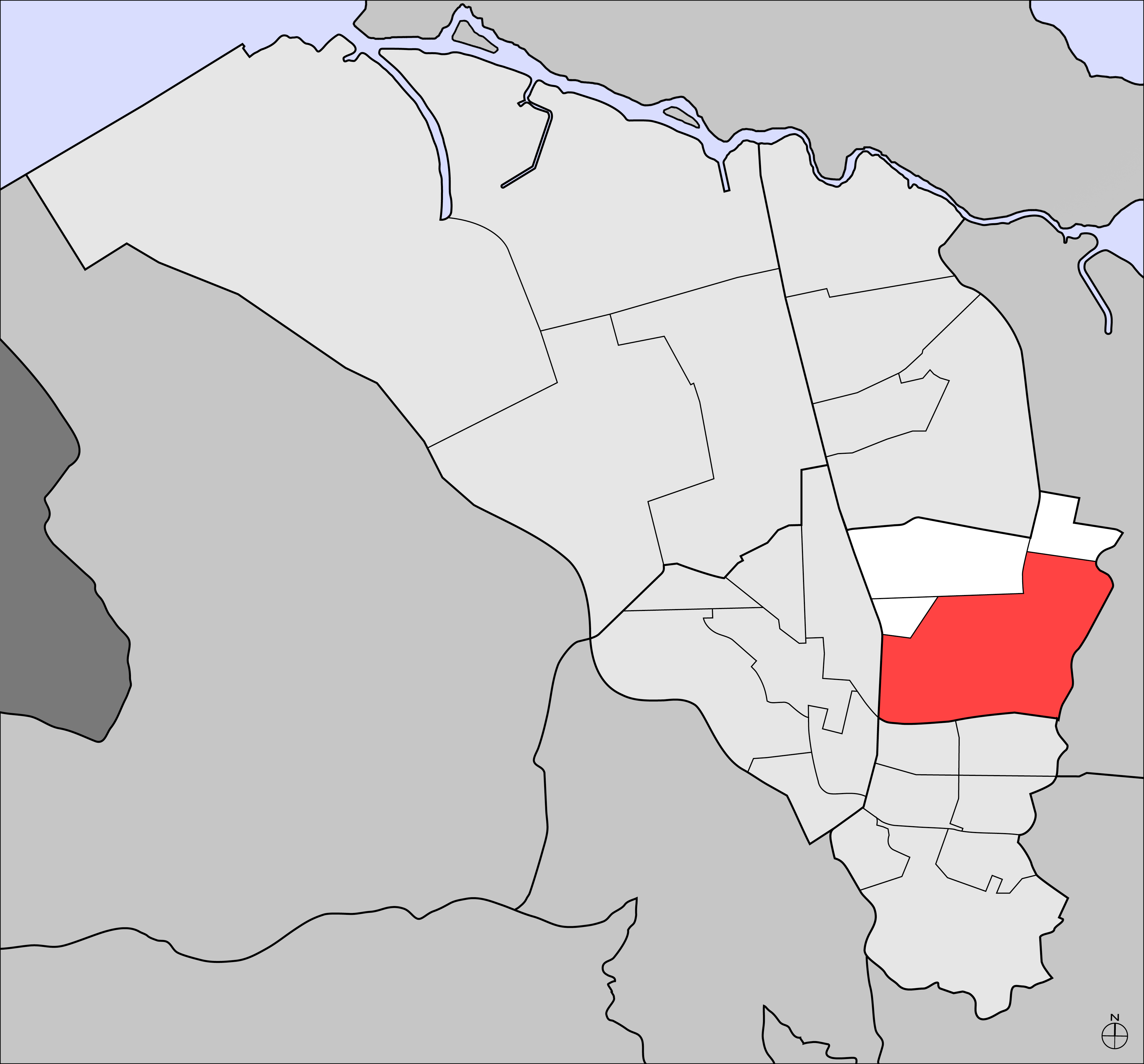
Institución
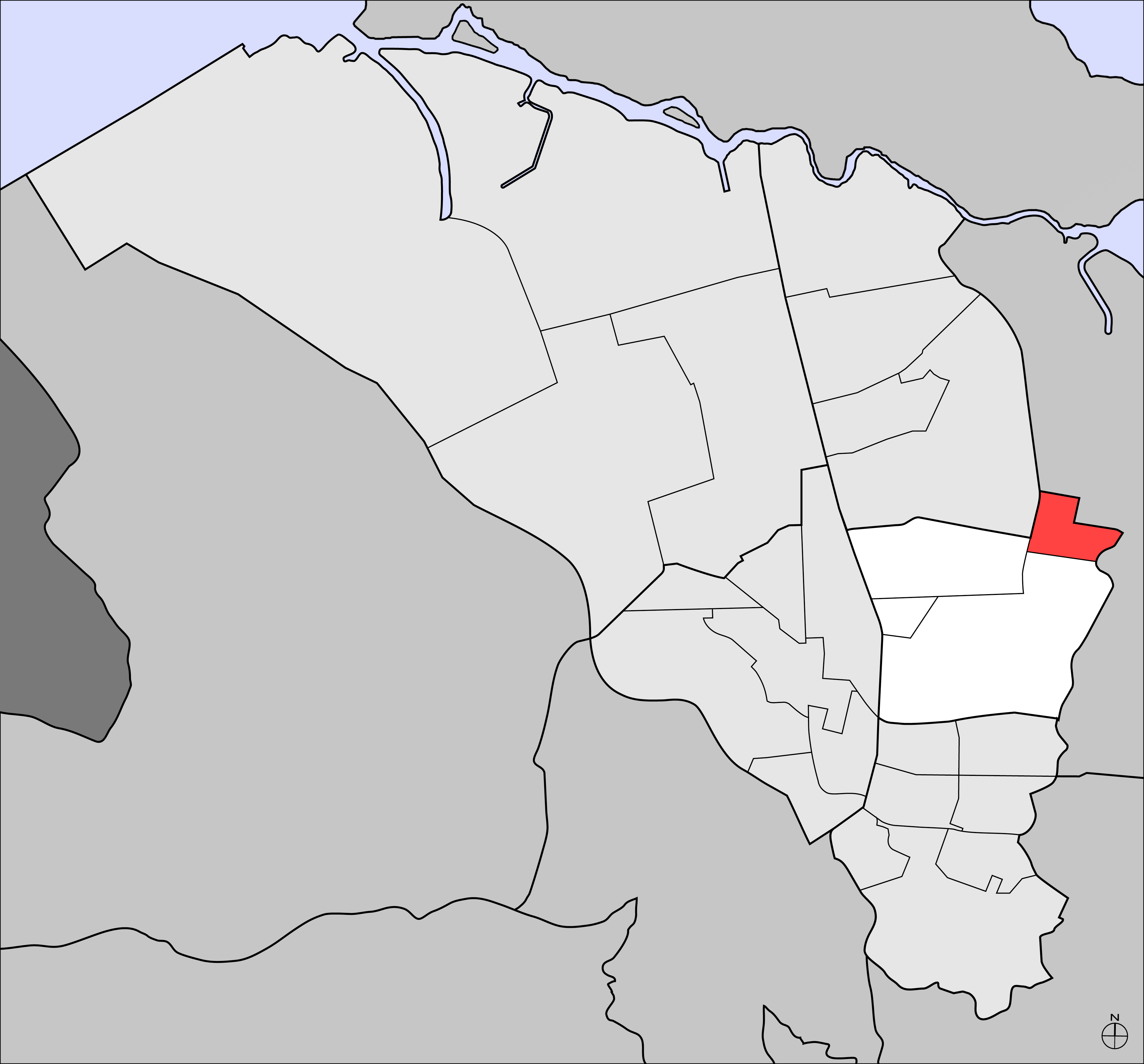
Valencia

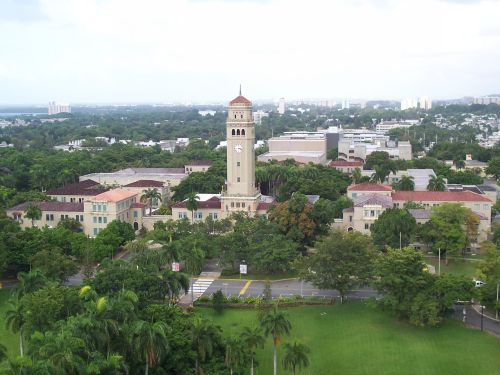
Universidad de Puerto Rico
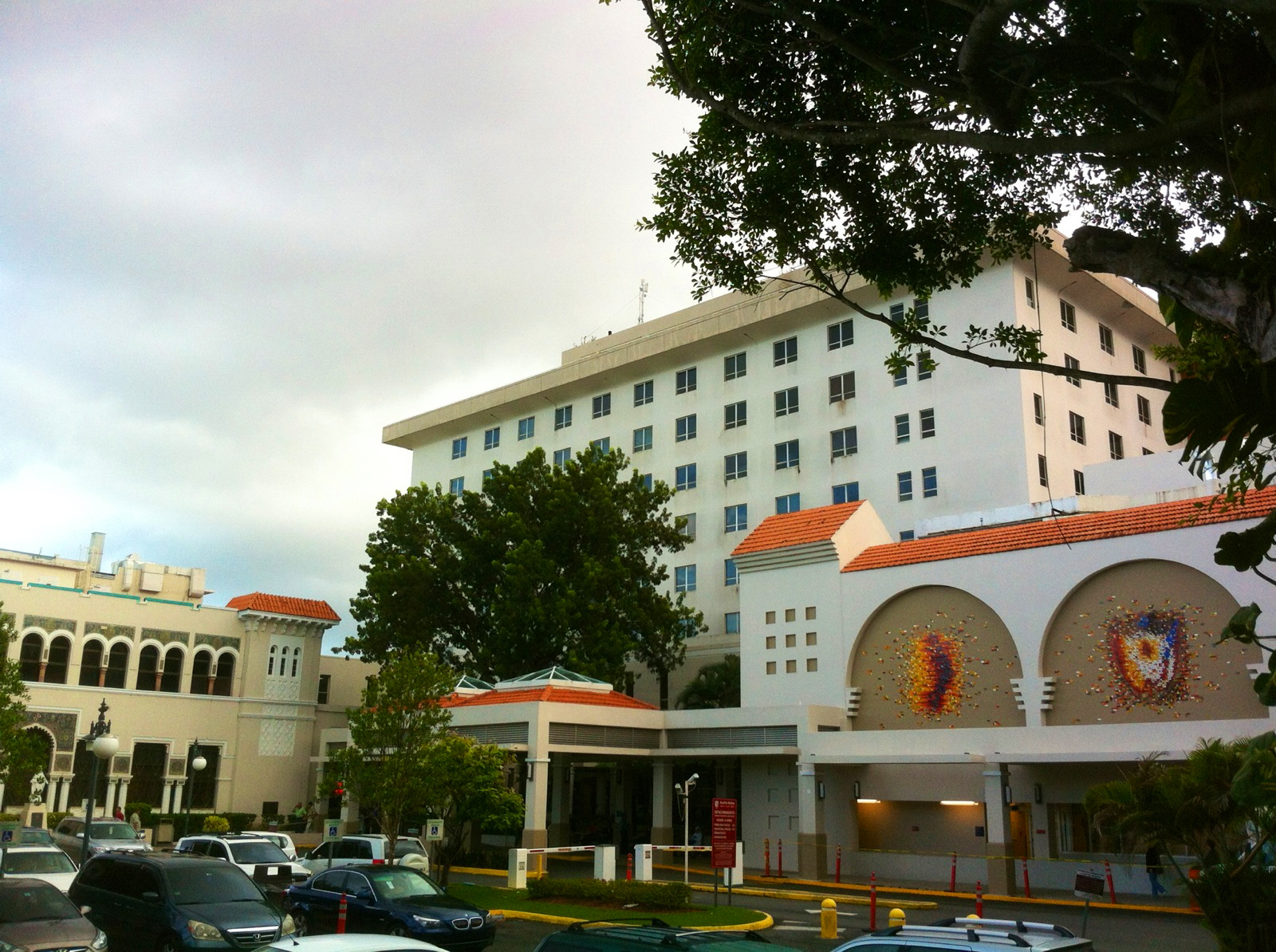
Hospital Auxilio Mutuo

## Transporte público
La sección bajo tierra del Tren Urbano con la estación subterránea Universidad se encuentra por debajo de la avenida Ponce de León al oeste del barrio.